# Italiani di Detroit
Gli italiani di Detroit sono una storica comunità italoamericana di Detroit. La National Italian American Foundation ha stimato che nel 1990 nell'area metropolitana di Detroit vivessero 280.000 residenti di origine italiana.

## Storia
Il primo italiano di Detroit di cui si ha documentazione fu l'italofrancese di padre italiano Alfonso Tonti. Fu il secondo in comando di Antoine de la Mothe Cadillac, che fondò la città di Detroit nel 1701. Il figlio di Tonti, nato nel 1703, fu il primo figlio di etnia europea nato a Detroit. Tonti divenne il comandante del forte di Detroit dopo che Cadillac tornò in Francia.
Per preservare il commercio di pellicce, gli amministratori francesi e britannici scoraggiarono l'immigrazione, che assunse una dimensione importante solo dopo che Detroit è divenne parte degli Stati Uniti e dopo al realizzazione del Canale Erie . Armando Delicato, autore di Italians in Detroit, ha scritto che l'immigrazione italiana a Detroit "rimase indietro rispetto ad altre città dell'est".
Nel 1904 la città di Detroit contava 900 italiani, mentre erano diverse migliaia nell'area metropolitana. Gli italiani vivevano nel principalmente nell'area del mercato orientale e ad est dell'area attualmente conosciuta come Greektown e provenivano soprattutto da Genova, Lombardia e Sicilia. Alcuni italiani rimasero solo temporaneamente a Detroit, proseguendo poi verso le miniere nel nord del Michigan.
La crescita dell'industria automobilistica portò all'aumento della popolazione italiana nel XX secolo. Nel 1925 il numero degli italiani nella città di Detroit salì a 42.000. L'area storicamente occupata della comunità italoamericana si trovava lungo Gratiot Avenue, a est del centro di Detroit, sebbene fossero presenti anche in molti altri quartieri cittadini. Armando Delicato, autore di Italians in Detroit, ha scritto che "a differenza di molte altre città americane, nessuna regione d'Italia era totalmente dominante in quest'area". Steve Babson, autore di Working Detroit: The Making of a Union Town, ha scritto che "Molti italiani del nord, provenienti da una società urbana e industrializzata, avevano poco in comune con i siciliani locali, che provenivano dal sud rurale e remoto". Molti italiani erano dediti all'artigianato, specialmente la lavorazione delle piastrelle.
Durante la seconda guerra mondiale, Fort Wayne fu utilizzato come carcere per prigionieri di guerra italiani catturati durante la campagna del Nord Africa . Dopo la resa dell'Italia nel settembre 1943, ai prigionieri di guerra fu data l'opportunità di lavorare come inservienti, cuochi e bidelli. Alla fine della guerra molti scelsero di rimanere e stabilirsi a Detroit.
Nel 1951 Detroit contava circa 150.000 italiani.
Nel 2005 la più grande Little Italy rimasta vicino a Detroit era Via Italia a Windsor, Ontario, ed era presente un gruppo di negozi e ristoranti italiani lungo Garfield Road a Clinton Township. Nel 2005 Delicato scrisse che "A differenza di altri gruppi nazionali, come i polacchi, che guardano ancora ad Hamtramck, o i messicani, che hanno Mexicantown, i Detroiters italiani non hanno più un centro geografico".

## Media
All'inizio del XX secolo esistevano due giornali italiani: La Tribuna Italiana d'America e La Voce del Popolo. La Tribuna, fondata nel 1909, era vicina alle posizioni di Benito Mussolini mentre La Voce era anti-fascista: Il primo fu pubblicato fino al 2004, diventando ad un certo punto un settimanale, mentre il secondo quotidiano cessò di esistere nel 1951. Inoltre un altro giornale, L'Avvenire, fu fondato nel 1937.
Il rapporto Ethnic groups in Detroit affermava che La Voce aveva un "punto di vista indipendente" e che si diceva che fosse "l'unico giornale italiano a portare avanti una campagna contro la malavita". La Tribuna incoraggiava l'organizzazione politica tra gli italiani al fine di aumentare il peso politico della comunità. Anche L'Avvenire era concentrato sulla politica e sosteneva la creazione di un gruppo politico unitario che rappresentasse la comunità italiana.

## Istituzioni
La Società Dante Alighieri – Capitolo del Michigan, la cui seduta inaugurale si tenne il 21 dicembre 1924, presso la Detroit Public Library Main Branch, promuove la lingua e la cultura italiana attraverso corsi, eventi culturali, e la pubblicazione della newsletter Il Mosaico. Inoltre gestisce La Biblioteca Italiana, una consistente collezione di libri e DVD in lingua italiana che ha sede presso l'Oakland Community College di Royal Oak. Per i soci più giovani e gli studenti c'è il Gruppo Giovanile, che organizza attività mirate.
A Clinton Township si trovano gli uffici della Società Italiana di Cultura Americana (IACS) che gestisce l'Italian American Cultural Center e il Tivoli Manor senior housing center a Warren.
L'edificio dell'IACS si trova su Romeo Plank Road, a nord di 19 Mile nella periferia settentrionale della città, in prossimità dell'ex club house di Partridge Creek. Fino al 2004, per circa vent'anni, ebbe sede a Warren. 
Negli anni '20, le donne furono escluse dalla maggior parte delle associazioni e società italiane mentre i Figli d'Italia collocarono i suoi membri femminili in spazi separati da quelli riservati agli uomini.
Il Consolato d'Italia a Detroit si trova nella Suite 1840 nel Buhl Building nel centro città.

## Stato socioeconomico
Secondo il report Ethnic Communities of Greater Detroit del 1970, gli italiani erano "in termini di occupazione, istruzione e reddito", il gruppo di immigrati "di minor successo" insieme ai polacchi.